# Vernonia bractifimbriata
Vernonia bractifimbriata là một loài thực vật có hoa trong họ Cúc. Loài này được (Mendonça) G.V.Pope miêu tả khoa học đầu tiên năm 1986.